# Лейфура Валентин Миколайович
Лейфура Валентин Миколайович (нар. 9 серпня 1947, с. Березанка Березанського району (Миколаївської області) — 21 лютого 2011, Миколаїв) — математик, професор, «Відмінник освіти України»(1999), заслужений учитель України.

## Біографія
Валентин Миколайович народився 9 серпня 1947 р. у селищі Березанка Березанського району Миколаївської області в родині селян. Після закінчення 8 класів у 1963 р. вступив до київської спеціалізованої школи-інтернату фізико-математичного профілю при Київському державному університеті. У 1966—1970 рр. навчався на фізико-математичному факультеті Миколаївського державного педагогічного інституту, після закінчення якого працював вчителем математики і фізики в рідному селищі.
У 1973—1976 рр. В. М. Лейфура- аспірант кафедри вищої математики Київського педагогічного інституту за спеціальністю «Диференціальні й інтегральні рівняння». За призначенням Міністерства освіти після закінчення аспірантури, з 1976 р. почав працювати в Миколаївському державному педагогічному інституті. Захистив кандидатську дисертацію та одержав науковий ступінь кандидата фізико-математичних наук. Доцент з 1983.
Читав лекції та проводив практичні заняття з нормативних курсів математичного аналізу і комплексного аналізу, диференціальних рівнянь, теорії ймовірностей та математичної статистики. Ним розроблено і впроваджено в навчальний процес спеціальні курси: «Вступ до асимптотичного аналізу», «Математичні задачі евристичного характеру», «Задачі з параметрами».
Валентин Миколайович займався науковою й науково- методичною роботою в галузі асимптотичного інтегрування диференціальних рівнянь, приділяє значну увагу організації навчально-методичної роботи та створенню методичного й дидактичного забезпечення для проведення математичних олімпіад різного рівня, розробляє програми, посібники, державні стандарти освіти з математики для навчальних закладів економічного профілю. Він має понад 90 наукових і науково-методичних публікацій, серед яких — монографії, посібники, навчальні програми. З ініціативи та за безпосередньої участі В. М. Лейфури було розроблено відповідну документацію для відкриття на факультеті спеціалізації «Математика і основи економіки».
Науково-педагогічна діяльність професора В. М. Лейфури пройшла практичну апробацію в освітніх закладах України на різних заходах Міністерства освіти України. Вагомим внеском вченого в математичну освіту України є розроблена ним «Програма з математики для ВНЗ І та ІІ рівня акредитації за економічним фахом», яка ухвалена МО України і рекомендована для використання в 1995 р.
Упродовж 1993—1994 рр. він брав участь у роботі комісії МО України з підготовки положення про реалізацію ступеневої освіти: рівні баклавра, спеціаліста, магістра для фізико — математичних спеціальностей.
Член комісії МО України щодо стандартів освіти з математики.
В 1994—1995 рр. — старший науковий співробітник за держбюджетною темою МО України № 9-АН «Системи диференціальних рівнянь з точками повороту»(керівник — академік М. І. Шкіль).
В 1997—1998 рр. — керівник держбюджетної теми МО України «Державні стандарти освіти з математики для вузів І та ІІ рівня акредитації та класів загальноосвітніх шкіл економічного профілю».
У 1996—1999 рр. залучався МО України до відбіркових і тренувальних зборів з метою підготовки національної команди школярів України до участі в міжнародних математичних олімпіадах(ММО). За цей час команда України виступала досить успішно, виборовши 8 золотих, 6 срібних і 9 бронзових медалей.
Член редакційної ради українського математичного журналу для школярів і студентів «У світі математики»(український «Квант»), починаючи з дати заснування журналу у 1995 р.
У 1997 р. В. М. Лейфура запрошений як основний доповідач від України на ІІ Міжнародну конференцію по роботі з обдарованими дітьми та студентами, що проводилась у м. Варна (Болгарія). Поїздку на конференцію підтримав Міжнародний фонд «Відродження», який призначив професору В. М. Лейфурі спеціальний грант.
Член журі з математики всіх шести Соросівських олімпіад, що проводилися в Україні.

## Нагороди
Неодноразово нагороджувався грамотами МО України, Відмінник народної освіти УРСР (1982). Отличник просвещения СССР (1991). Відмінник народної освіти України (1999). Заслужений вчитель України (2002). Лауреат звання «Городянин року» у номінації «Середня школа» (2002). Нагороджений орденом «Україна — дітям», знаком Петра Могили, відзначений Подякою Президента України (2002).

## Науковий доробок
Автор книг і статей, надрукованих в центральних журналах і видавництвах, як-от: «Доповіді АН України», «Математика в школі», «У світі математики», «Освіта», «Вища школа». Остання книга «Задачі міжнародних математичних олімпіад та деякі методи їх розв'язання»(Львів, 1999) була рекомендована МО України як навчально-методичний посібник для ліцеїв, гімназій та класів шкіл з поглибленим вивченням математики.
Розробив програму з математики для шкіл економічного профілю, яку рекомендовано для впровадження МО України й надруковано в газеті «Математика»(серпень 1999).
Автор близько 90 науково-методичних праць, зокрема:
- «Асимптотичні методи в теорії диференціальних та інтегро-диференціальних рівнянь», навчальний посібник (1985);
- «Математичні задачі евристичного характеру» (1992);
- «Диференціальні рівняння», навчальний посібник (2003).